# La Garnache
Garnache là một xã ở tỉnh Vendée trong vùng Loire-Atlantique của Pháp. Xã này có diện tích 59,49 km2, dân số năm 2006 là 4202 người. Khu vực này có độ cao trung bình 25 m trên mực nước biển.

## Biến động dân số
| Năm | 1962  | 1968  | 1975  | 1982  | 1990  | 1999  | 2006  |
| --- | ----- | ----- | ----- | ----- | ----- | ----- | ----- |
| Dân số | 2 546 | 2 628 | 2 807 | 3 152 | 3 379 | 3 576 | 4 202 |
| From the year 1962 on: No double counting—residents of multiple communes (e.g. students and military personnel) are counted only once. |       |       |       |       |       |       |       |